# Список послов СССР и России в Зимбабве
В статье представлен список послов СССР и России в Республике Зимбабве.

## Хронология дипломатических отношений
- 18 февраля 1981 г. — установлены дипломатические отношения на уровне посольств.

## Список послов
| Срок полномочий                    | Посол                             | Годы жизни | Вручение верительных грамот |
| ---------------------------------- | --------------------------------- | ---------- | --------------------------- |
| СССР                               |                                   |            |                             |
| 4 июля 1981 — 18 марта 1987        | Георгий Арташесович Тер-Газарянц  | 1923—2023  | 6 августа 1981              |
| 18 марта 1987 — 13 сентября 1990   | Аркадий Михайлович Глухов         | 1925—2016  |                             |
| 13 сентября 1990 — 25 декабря 1991 | Юрий Алексеевич Юкалов            | 1932—2003  |                             |
| Российская Федерация               |                                   |            |                             |
| 25 декабря 1991 — 8 августа 1996   | Юрий Алексеевич Юкалов            | 1932—2003  |                             |
| 8 августа 1996 — 24 июля 2001      | Леонид Алексеевич Сафонов         | 1947—2019  |                             |
| 24 июля 2001 — 14 сентября 2007    | Олег Николаевич Щербак            | род. 1950  |                             |
| 14 сентября 2007 — 15 декабря 2010 | Сергей Николаевич Крюков          | 1960—2019  |                             |
| 15 декабря 2010 — 13 марта 2012    | Андрей Анатольевич Кушаков        | 1952—2012  |                             |
| 26 марта 2013 — 26 июня 2019       | Сергей Викторович Бахарев         | 1961—2019  | 19 июня 2013                |
| 26 июня 2019 — наст. время         | Николай Владимирович Красильников | род. 1967  | 30 октября 2019             |